# Blog corporativo
Blogs Corporativos podem ser traduzidos em: uso de blogs dentro do cotidiano das empresas.
O Blog é uma ferramenta fácil de criar e atualizar, é possível criar um blog com pouco (ou nenhum) conhecimento de linguagens de programação web. Além disso, o Blog possui propriedades e atributos que se encaixam perfeitamente nas necessidades de qualquer negócio: a comunicação interna ou externa simples, descomplicada e altamente interativa e instantânea.
Sua estrutura de fácil leitura e a abertura de espaço para envio de comentários sobre cada artigo ou texto criado no seu conteúdo, possibilita ganhos reais em tempo, sinergia entre equipes ou entre partes, e otimização de processos operacionais de qualquer organização.
O uso nas empresas podem ocorrer de duas formas diferentes: A própria criação e uso do blog no dia-a-dia dos seus negócios, e o monitoramento do conteúdo dos blogs já existentes na blogosfera em busca de informações relevantes sobre o mercado e suas tendências.

## Criação de blogs corporativos
O Blog dentro de empresas poderá ter como público-alvo uma audiência externa (mercado, clientes, parceiros) e uma audiência interna (colaboradores). Dentre as possíveis finalidades que o Blog pode assumir em uma empresa destacamos:
- Blogs para comunicação de marketing de campanhas ou relações públicas - Público Externo
- Blogs para comunicação interna de equipes, projetos, notícias, entre outras - Público Interno
- Blogs para externalização de conhecimento tácito em projetos de Gestão do Conhecimento - Público Interno

## Monitoração da blogosfera
A blogosfera é composta de dezenas de milhares de blogs, e a grande maioria são diários virtuais que exprimem sentimentos, percepções, angústias, preocupações e alegrias de pessoas das mais diferentes classes sociais, raças, religiões e localidades.
Por isso é importante monitorar a blogosfera e ficar de olho naquilo que os seus clientes ou mesmo o mercado andam falando sobre a sua marca, sua empresa, seus produtos ou serviços. Ou ainda, você poderia acompanhar tendências, aprender novos conceitos ou mesmo captar idéias.